# Guant mèdic

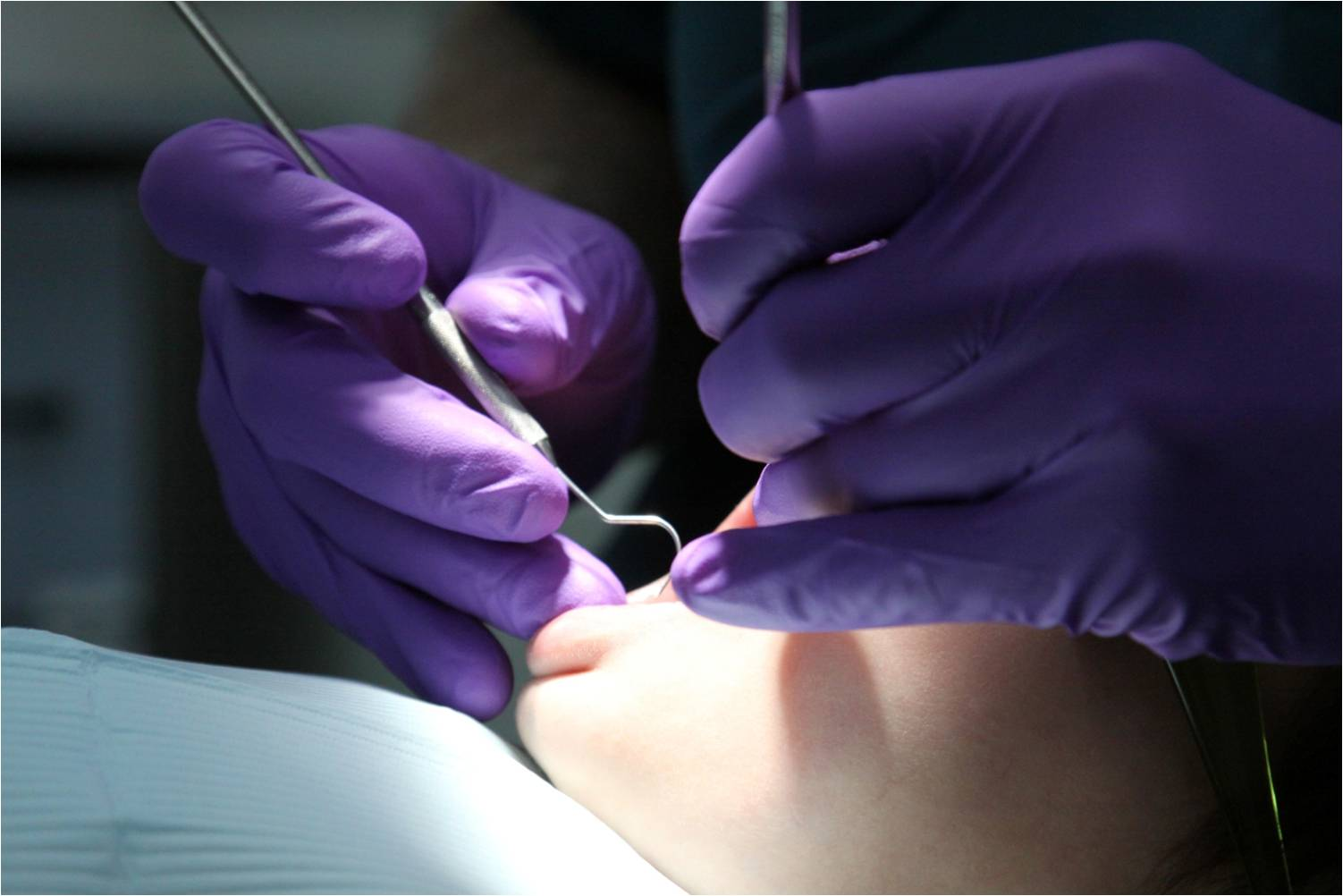
Dentista amb guants de nitril

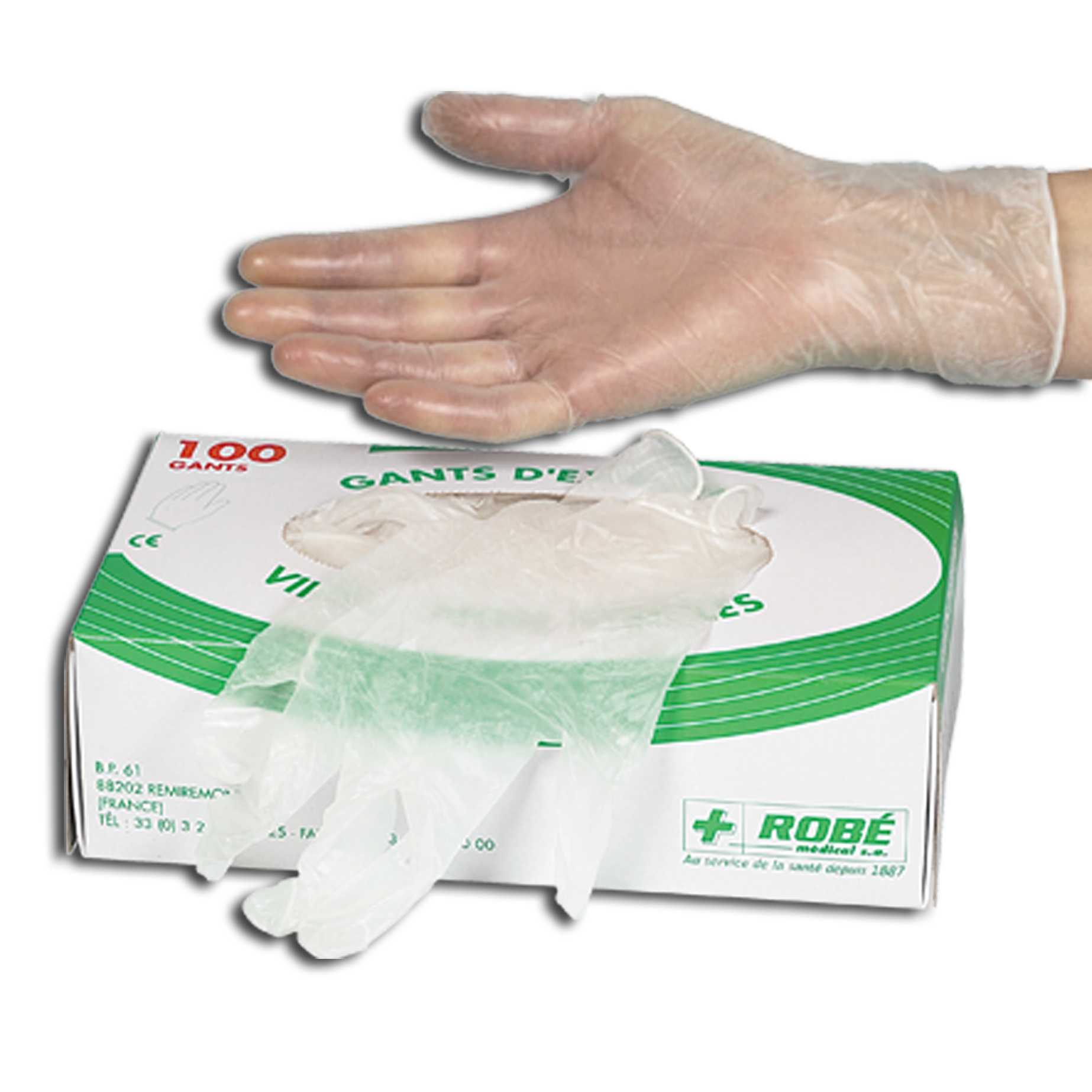
Guants de vinil.

Els guants mèdics són guants d'un sol ús que s'utilitzen durant els exàmens o els procediments mèdics per ajudar a prevenir la contaminació creuada entre els cuidadors i els pacients.
Els guants mèdics estan formats per diferents polímers incloent:
- Làtex: poden donar problemes d'al·lèrgia.
- Cautxú d'acrilonitril, abreviats de "nitril"; resistents, sovint de color blau.
- Clorur de polivinil, abreviats de "polivinil"; no gaire resistents a l'exposició prolongada a líquids corporals, semitransparents, els més barats.
- Altres: neoprè; poc utilitzats.

Els guants venen sense pols, o amb pols de midó de blat de moro per lubricar els guants, cosa que els facilita la seva col·locació. El midó de blat de moro substitueix la pols de licopodi i el talc per ser irritants dels teixits, però fins i tot el midó de blat de moro pot impedir la curació si s'introdueix en els teixits (com durant la cirurgia). Així, s'utilitzen més sovint els guants sense pols durant la cirurgia i altres procediments sensibles. S'utilitzen processos especials de fabricació per compensar la falta de pols.
Hi ha dos tipus principals de guants mèdics: examen i quirúrgic. Els guants quirúrgics tenen un dimensionament més precís amb una millor precisió i sensibilitat i estan realitzats amb un estàndard més alt. Els guants d'examen poden ser estèrils o no estèrils, mentre que els guants quirúrgics són estèrils.
A més de la medicina, els guants mèdics són molt utilitzats en laboratoris químics i bioquímics. Els guants mèdics ofereixen una protecció bàsica contra corrosius i contaminacions superficials. No obstant això, són penetrats fàcilment per dissolvents i diversos productes químics perillosos i no s'han d'utilitzar per rentar vaixella o quan la tasca implica la immersió de la mà guantada en un dissolvent.